# Eric M. Warburg
Pour les articles homonymes, voir Warburg (homonymie).
Erich Moritz Warburg, né le 15 avril 1900 à Hambourg et mort le 9 juillet 1990) dans la même ville, est un homme d'affaires et un banquier allemand et américain.

## Biographie
Warburg est né à Hambourg le 15 avril 1900; il est le fils d'Alice (née Magnus) et de Max Warburg, directeur de la société M. M. Warburg & Co., une branche de la banque familiale.
Warburg est scolarisé au Heinrich Hertz-Realgymnasium de Hambourg. En 1918, il sert dans l'armée impériale allemande. Il fuit l'Allemagne en 1938 pour se réfugier aux États-Unis ; au cours de la Seconde Guerre mondiale, il sert dans l'armée américaine comme officier de renseignement avec le grade de lieutenant-colonel. Germanophone, il interroge de nombreux dirigeants nazis, dont Hermann Göring.
Au cours de la guerre, il facilite l'émigration de scientifiques allemands et de leurs familles vers les États-Unis ; il est décoré après le conflit de la Legion of Merit, de l'ordre de l'Empire britannique et de la croix de guerre 1939-1945.
Warburg a épousé Dorothea Thorsch, avec laquelle il a eu trois enfants, Max, Marie et Erica.

### Carrière professionnelle
Warburg se forme au métier de banquier à Berlin, Frankfurt, Amsterdam, Londres et New York ; de 1929 à 1938, il est l'un des dirigeants de la banque M. M. Warburg & Co. à Hambourg  et de la Warburg & Company d'Amsterdam. En 1939, il fonde à New York la société E. M. Warburg & Co., qui devient par la suite la firme à capitaux privés Warburg Pincus.
Warburg est surtout connu pour ses efforts afin de renforcer les relations germano-américaines, efforts pour lesquels il a été récompensé par le prix Eric M. Warburg.
En 1982, Warburg a pris sa retraite en tant qu’associé directeur de M.M. Warburg, Brinckmann, Wirtz & Company. De 1939 à 1973, il était président de E.M. Warburg, Pincus & Company à New York.